# Bethlehemkirche (Potsdam)

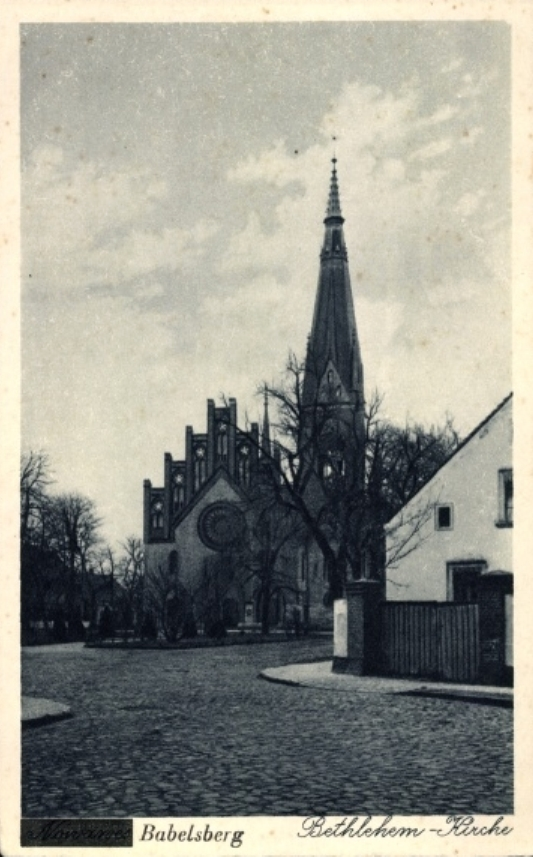
Bethlehemkirche mit Giebel im Stil der Backsteingotik

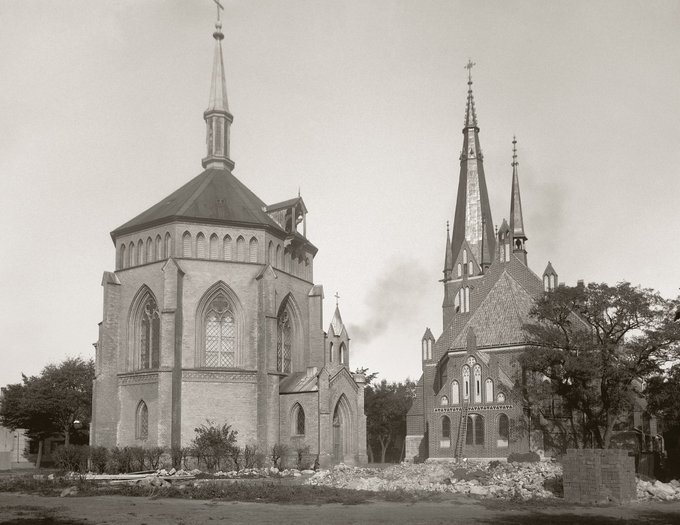
Alte Kirche und Bethlehemkirche

Die Bethlehemkirche war ein evangelisches Kirchengebäude in Potsdam-Babelsberg. Das 1899 vollendete, nach dem biblischen Ort Bethlehem benannte Gotteshaus wurde bei Bombenangriffen im Zweiten Weltkrieg schwer beschädigt. Der Abbruch der Ruine erfolgte im Jahr 1952.

## Vorgeschichte
Auf dem Neuendorfer Anger gab es seit 1585 eine Dorfkirche in Fachwerkbauweise, die Anfang des 19. Jahrhunderts baufällig geworden war. Neben ihr errichtete der Schinkel-Schüler Christian Heinrich Ziller nach einer Skizze Friedrich Wilhelms IV. 1850 bis 1852 das neogotische, heute Alte Neuendorfer Kirche genannte Gotteshaus mit achteckigem Grundriss. Aufgrund des Wachstums der Gemeinde wurde die Kirche bald zu klein, woran auch die Ergänzung einer zweiten Empore im Inneren und die Aufstockung der westlichen Vorhalle nur kurzzeitig etwas änderten. So kam es zur Idee, an der Stelle der abgerissenen Fachwerkkirche ein weiteres Gotteshaus zu errichten.

## Geschichte und Bauwerk
Zwischen 1898 und 1899 entstand nach den Plänen des Geheimen Regierungs- und Baurats Ludwig von Tiedemann (1841–1908) auf dem Neuendorfer Anger die neugotische Bethlehemkirche, errichtet vom Bauführer Erich Riemasch (1877–1962) aus Neuendorf unter Leitung von Arthur Kickton (1861–1944). Ihre Besonderheit war der seitlich stehende, 55 Meter hohe Kirchturm.
Die Firma Gustav Kuntzsch, Anstalt für kirchliche Kunst, Wernigerode, schuf das Altarretabel sowie die Kanzel und den Orgelprospekt für die von Orgelbaumeister Wilhelm Sauer 1899 gebaute Orgel. Letztere besaß zwei Manuale, Pedal und 15 Register. 1924 wurde sie umgebaut und erweitert auf 28 Register.
Das Gotteshaus wurde bei Luftangriffen am 8. August 1941 und 1945 stark beschädigt. Daher sollte nach dem Krieg die geringer beschädigte Alte Neuendorfer Kirche wieder instand gesetzt und genutzt werden, was sich die Kirchgemeinde jedoch finanziell nicht leisten konnte. Stattdessen entstand im Gemeindehaus in der Schulstraße 8 c ein Kirchensaal.
Im Jahr 1952 folgte das endgültige Aus für die Bethlehemkirche: Der inzwischen um fünf Meter aus dem Lot geratene Kirchturm und das verbliebene Kirchenschiff wurden am 18. September 1952 gesprengt.
Als Erinnerung an die Bethlehemkirche wurde in den 2000er Jahren der Grundriss der Kirche auf den Fundamentmauern mit einem Ziegelband auf der Rasenfläche des Angers dargestellt. Von den Arbeiten der Firma Kuntzsch ist nur das Corpus Christi des Altarkruzifixes erhalten; es wird heute im Gemeindehaus der Kirchengemeinde Babelsberg verwahrt.